# Karel Škréta
Karel Škréta (Praga, 1610 – Praga, 30 luglio 1674) è stato un pittore barocco ceco.
Alcune delle sue opere sono conservate nel Castello di Krásný Dvůr.
È sepolto nella chiesa di San Gallo a Praga.